# Церковь Святого Николая (Куртя-де-Арджеш)
Княжеская церковь Святого Николая в Куртя-де-Арджеш — одна из старейших православных церквей в Румынии (XIV век). Находится в городе Куртя-де-Арджеш к северо-западу от Бухареста. Освящена во имя Святого Николая.

## История
В 1330 году Куртя-де-Арджеш стал первой столицей княжества Валахия. В 1352 году князь Басараб I заложил в этом городе храм. Он был сооружён на месте более старой церкви Святого Николая XIII века. В 1364—1384 годах при валашском воеводе Владиславе I и его преемнике были выполнены росписи храма. Церковь была соединена галереей с господаревым дворцом.
Долгое время церковь служила усыпальницей для правителей Мунтении. В ней расположены могилы Владислава I и Басараба I. В 1827 и 1911 годах церковь подвергалась реконструкции.
В 1991 год церковь в составе архитектурного ансамбля была включена в предварительный список объектов всемирного наследия ЮНЕСКО в Румынии.

## Архитектура и оформление
Церковь относится архитектурному ансамблю монастыря Куртя-де-Арджеш. Стоит в центре окружённого стеной двора. Она построена в византийском стиле, имеет в плане форму греческого креста с тремя апсидами на востоке и увенчана эллиптическим куполом. Размеры храма составляют 14,55×23,50 м, высота 23,00 м. Квадратный в плане (11,80×12,40 м) центральный неф перекрыт куполом. Каменная кладка стен храма чередуется с кирпичной.
В интерьере храма хорошо сохранилось фрески 1364—1384 годов, выполненные под влиянием византийского искусства, а также более поздние росписи XVIII и XIX веков. Всего в церкви почти 130 фресок.
В храме под стеклом можно увидеть могилу Басараба I.